# به دنبال ایمی
به دنبال ایمی (به انگلیسی: Chasing Amy) فیلمی ۱۱۳ دقیقه‌ای به کارگردانی کوین اسمیت با بازی بن افلک، جوی لورن آدامز، جیسون لی، دوایت ایول، جیسون موس، کوین اسمیت، اتان سوپلی، اسکات موژر، مت دیمون، کیسی افلک، برایان اوهالوران و گوینویر ترنر محصول کشور بریتانیا است.

## چکیده داستان
هولدن مک نیل به همراه دوستش بانکی ادواردز کارتون خنده دار بلانتمن و کرونیک را بر اساس ماجراهای دو ابرقهرمان با الهام از جی و باب ساکت خلق می‌کند. هولدن عاشق آلیسا جونز می‌شود که ادعا می‌کند همجنس باز است. پس آنها دوستان بسیار خوبی می‌شوند، با این تفاوت که هولدن نمی‌تواند تنها به یک دوستی ساده بسنده کند و دلش می‌خواهد رابطه نزدیکی تری با هم داشته باشند. پس به آتش تند تمایلش نسبت به او اعتراف می‌کند. و آلیسا هر چند شگفت زده شده، پاسخ مثبتی به خواسته‌های هولدن می‌دهد. سپس هولدن متوجه می‌شود که گذشته جنسی دوست دخترش آکنده از روابط جورواجور، و از جمله رابطه جنسی با چند مرد بوده‌است. هولدن روابط پیشین آلیسا را نیز نمی‌تواند تحمل کند و با او قطع رابطه می‌کند.